# Sequedad vaginal
La sequedad vaginal presenta sus síntomas cuando existen problemas de salud o de lubricación en la zona vaginal y sus tejidos. Por lo general, está íntimamente ligada con la falta de generación de líquidos en la zona vaginal.

## Síntomas
- Ardor al orinar
- Ardor, dolor o picazón en la vagina
- Flujo vaginal escaso
- Dolor en las relaciones sexuales
- Sangrado post coito
- Infecciones vaginales derivadas

## Causas
Principalmente, la sequedad vaginal se debe a disminución de los niveles de estrógenos, la falta de excitación antes de relaciones sexuales o el uso de medicamentos que reducen el deseo sexual. Los siguientes son los principales motivos que contribuyen a estas tres causas principales.

### Terapias hormonales
Como pueden ser la píldora anticonceptiva en sus formatos de baja dosis. También pueden tener influencia en la sequedad vaginal algunos tratamientos para el cáncer de mama, que actúan como supresores hormonales.

### Síndrome de Sjögren
Esta enfermedad autoinmune no solamente afecta a la secreción de líquidos vaginales, sino también a la secreción general: saliva o lágrimas.

### Menopausia
Definida como el cese de la menstruación y, con ello, el fin del ciclo reproductivo, que tiene incidencia directa en la aparición de síntomas de sequedad vaginal. Hay que tener en cuenta que el uso de ciertos medicamentos puede provocar menopausias transitorias, que cesarán con el uso de dichos medicamentos.

### Parto y lactancia
Durante el embarazo, los niveles de estrógenos se disparan. Tras el parto y durante la lactancia, se produce un descenso significativo de los niveles de estrógenos, que tienen como efecto la sequedad vaginal. Es una situación perfectamente normal, que se recuperará con el tiempo.

### pH vaginal
El uso de jabones y otros cosméticos poco respetuosos con la zona vaginal puede desembocar en problemas de sequedad vaginal. Además, hay que tener en cuenta que el pH vaginal cambia con el tiempo, siendo ácido durante la época reproductiva y neutro durante la menopausia, con lo que se debe adecuar el uso de champús y otros productos a cada una de las etapas vitales.

### Falta de excitación antes del coito
La falta de excitación previa a las relaciones sexuales contribuye a la sequedad vaginal. Por ello se recomienda la práctica con juegos preliminares, excitación erótica, así como el uso de lubricantes artificiales en los casos que sea necesario.